# Klooster van Apollo
Het Klooster van Apollo (Koptisch: Deir Abu Abullu) is een ruïne van een klooster in Egypte. Het klooster ligt dicht bij de plaats Bawit in het gouvernement Assioet. Het klooster werd gebouwd aan het eind van de 4e eeuw. Het klooster is vernoemd naar een monnik die Apollo heette.
Uit de ruïnes van het klooster zijn verschillende vroegchristelijke kunstwerken overgebleven, die nu tentoon worden gesteld in het Koptisch Museum in Caïro en het Louvre in Parijs.